# Centrāltirgus iela
La rue du marché central (en letton : Centrāltirgus iela) est une rue à Rīga en Lettonie,.

## Présentation
La rue parcoure le voisinage de. Maskavas forštate. 
La rue du marché central commence à l'intersection de la rue Maskavas iela et se dirige vers le nord-est. 
La rue passe devant les pavillons du marché central de Riga.
De l'autre côté de la rue se trouve le canal de la ville et se termine aux embranchements ferroviaires de la voie ferrée près de la gare centrale de Riga. 
La longueur totale de la rue est de 400 mètres.

## Transports
- Tram: 1 7

## Galerie

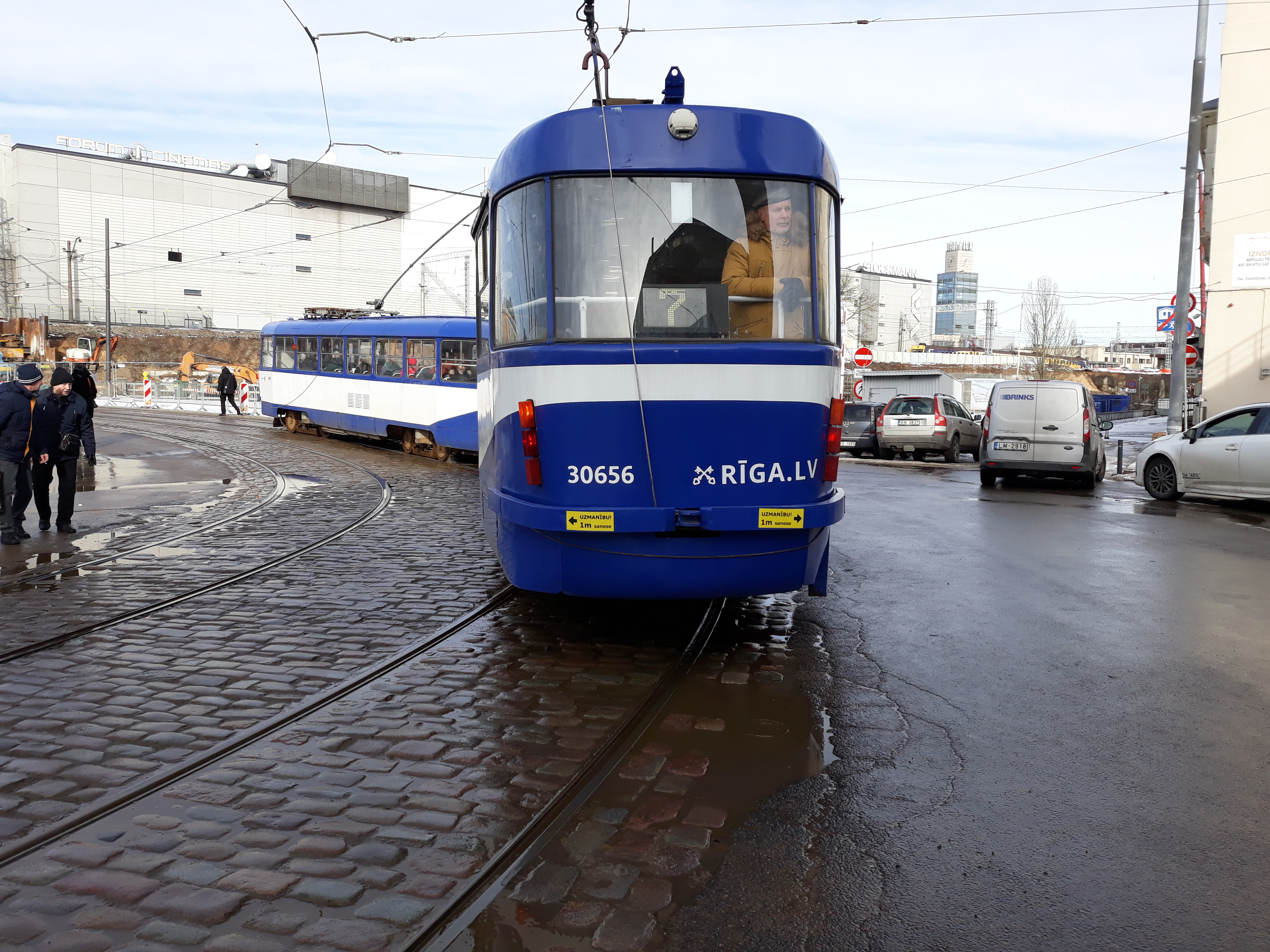
Le tramway 7 tourne de Centrāltirgus iela à Praga iela.
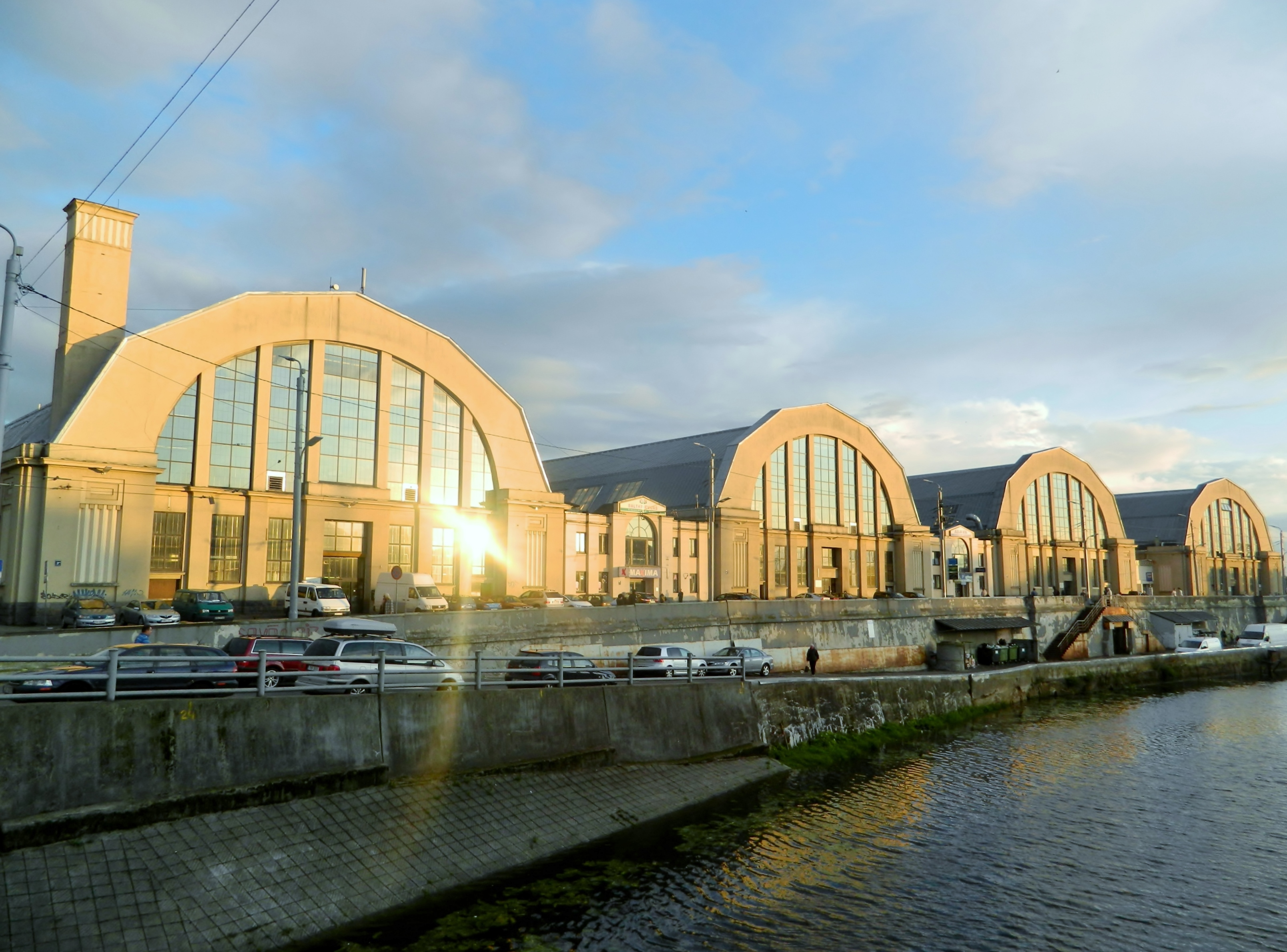
Centrāltirgus iela.